# Anisopodus dominicensis
Anisopodus dominicensis là một loài bọ cánh cứng trong họ Cerambycidae.